# 喜久田町卸
喜久田町卸（きくたまち おろし）は、福島県郡山市の町丁である。郵便番号は963-0547。

## 地理
郡山市北部の喜久田地区に属する。北で喜久田町堀之内、東で富久山町八山田、南から西にかけ喜久田町とそれぞれ隣接する。南東北総合卸センターを核とした卸売団地の区域が周辺大字より分離新設された地区であり、おおむね東北自動車道以北にて国道49号と福島県道296号荒井郡山線とに挟まれた区域を範囲とし、中央部をJR磐越西線が縦断する。磐越西線西側に北から一、二丁目が、東側に三丁目が設置されている。喜久田町堀之内に所在する郡山北警察署喜久田駐在所、および喜久田町卸に所在する郡山消防署喜久田基幹分署がそれぞれ管轄にあたる。

## 歴史
- 1981年 - 周辺大字の町名地番を変更し、「喜久田町卸」が設置される。

## 世帯数と人口
2024年1月1日現在の世帯数と人口は以下の通りである。
| 大字       | 世帯数 | 人口 |
| ---------- | ------ | ---- |
| 喜久田町卸 | 31世帯 | 32人 |

## 小・中学校の学区
市立小・中学校に通う場合、学区は以下の通りとなる。
| 番地 | 小学校               | 中学校               |
| ---- | -------------------- | -------------------- |
| 全域 | 郡山市立喜久田小学校 | 郡山市立喜久田中学校 |

## 交通

### 鉄道
JR東日本
- 磐越西線

### 道路
- 東北自動車道（南端部をかすめる）
- 国道49号(西端部をかすめる）
- 福島県道296号荒井郡山線（東端部をかすめる）
- 二級市道155号早稲原卸一丁目線

## 施設等
- 南東北総合卸センター
  - 東邦銀行 郡山卸町支店
  - 郡山信用金庫 卸町支店
  - 郡山卸町郵便局
- ダイナム 郡山店
- 積水ハウス建設東北 南東北支店
- コクヨ東北販売 福島支店
- ダンロップタイヤ東北 郡山営業所
- サトー商会 郡山営業所